# Hội nghị Thế giới về Nhân quyền
Hội nghị Thế giới về Nhân quyền, hay còn gọi Hội nghị Quốc tế Nhân quyền (tiếng Anh: World Conference on Human Rights) được Liên Hợp Quốc tổ chức tại Viên - Áo vào ngày 14-15 tháng 06 năm 1993. Đây là hội nghị đầu tiên về nhân quyền được tổ chức từ sau chiến tranh Lạnh. Kết quả của Hội nghị là sự ra đời của Tuyên bố Viên và Chương trình hành động.